# Szent Borbála mártíromsága (Cranach-kép)
A Szent Borbála mártíromsága (Das Martyrium der Heiligen Barbara) Lucas Cranach festménye, amely a New York-i Metropolitan Művészeti Múzeum gyűjteményének része.
Az 1510 körül készített festmény Szent Borbála mártírhalálát ábrázolja. A legenda szerint Borbála áttért a keresztény hitre, ezért a rómaiak megkínozták, majd halálra ítélték. A lány pogány apja, Dioscurus maga hajtotta végre az ítéletet.
A festményen Borbála apja lábai előtt térdel, arca nyugodt, úgy tűnik, elfogadta sorsát. Dioscurus kardja a magasban, éppen lecsapni készül lánya nyakára. Mögöttük négy férfi, talán a római hatóságokat testesítik meg, akik Borbálát halálra ítélték. A képen látható címer arra utal, hogy Cranach a gazdag augsburgi Rem család megbízásából festette művét.